# Guerre des Oignons
Batailles
Siège de Lucerne
La Guerre des oignons est une révolte paysanne qui touche le canton de Lucerne entre 1513 et 1515. Elle prend corps en réaction à la domination des autorités urbaines sur la campagne, au mépris des anciens droits.
À la suite des importantes pertes subies par la Suisse lors de la bataille de Novare, environ 5 000 paysans mécontents se sont rassemblés près de Ruswil puis ont attaqué Lucerne du 4 au 6 juillet 1513. Ils se retirent après avoir obtenu des concessions en matière d'autonomie, de fiscalité et de politique extérieure. Des troubles continuent toutefois jusqu'en janvier 1515, date à laquelle plus de cinquante émeutiers sont incarcérés et l'un de leurs meneurs, Hans Heid, exécuté. Rudolf Mettenberg, un autre meneur de l'insurrection, est pour sa part exécuté en 1516.